# 燕山州
燕山州，唐朝羁縻州。
貞觀二十一年（647年），以回纥部置。其址无考。开元元年（713年），侨治灵州温池县（今宁夏回族自治区盐池县西南惠安堡附近）界，属灵州都督府。 